# السرب الاستخباراتي السابع والتسعون
سرب الاستخبارات السابع والتسعون التابعة للقوات الجوية الأمريكية وهو وحدة استخبارات تقع في قاعدة أوفوت للقوات الجوية في ولاية نبراسكا.
وقد نُظم السرب لأول مرة في منشأة كيلي فيلد في تكساس في صيف عام 1917 باعتباره سرب آيرو السابع والتسعين. وعملوا على صيانة وإصلاح الطائرات في فرنسا حتى نهاية الحرب العالمية الأولى، عندما عادوا بها إلى الولايات المتحدة ثم سرّحوها.
ونُشّط سرب المراقبة السابع والتسعون في مطار ميتشل فيلد في نيويورك في عام 1935 ودُمج في العام التالي مع سرت الحرب العالمية الأولى. شارك السرب في دوريات المضادة للغواصات في المحيط الأطلسي بعد الهجوم الياباني على ميناء بيرل هاربر. وبدأ في تدريب الأطقم الجوية والمشاركة في التدريبات العسكرية مع القوات البرية للجيش في عام 1942. وفي عملية إعادة تنظيم كبرى للقوات الجوية للجيش حُلّ السرب في عام 1944.
ونُظم سرب الأمن الإلكتروني رقم 6949 في قاعدة أوفوت للقوات الجوية في ولاية نبراسكا في عام 1979. ودُمج مع سرب الاستطلاع التكتيكي التاسع والسبعين ليصبح فيما بعد سرب الاستخبارات السابع والتسعين. وقد وفرت الوحدة في معظم فترة وجودها إلى وحدات الاستطلاع في أوفوت أخصائيين في الاستخبارات كانوا على متنها.

## الرسالة
يُعد سرب الاستخبارات السابع والتسعون أكبر سرب للطيران في قيادة القوات الجوية. ويوفّر السرب الاتصالات ودعم الإجراءات المضادة للقيادة والتحكم والاتصالات لقوات الولايات المتحدة والقوات المتحالفة معها.
تُجري الوحدة دراسات دفاعية عن الاتصالات الأمريكية بينما تطور وتطبق التقنيات والمواد المصممة لضمان الاتصالات آمنة ومحمية من التدابير المضادة العدائية. وينصح السرب السابع والتسعون القادة فيما يتعلق بالإجراءات والتقنيات التي يمكن استخدامها لمواجهة القيادة المعادية والسيطرة على الاتصالات ويجري تقديرات لتحديد الاتجاه والنطاقات لدعم عمليات البحث والإنقاذ.

## التاريخ

### الحرب العالمية الأولى
نُظم السرب لأول مرة في منشأة كيلي فيلد في تكساس في صيف عام 1917 باعتباره سرب آيرو السابع والتسعين. وبعد أكثر من شهر بقليل من التدريب انتقل السرب إلى مركز التجمع في غاردن سيتي في نيويورك للشحن إلى فرنسا ووصل السرب في نوفمبر وعمل على صيانة وإصلاح الطائرات حتى نهاية الحرب العالمية الأولى في عام 1918. وعاد السرب إلى الولايات المتحدة في أوائل عام 1919 ثم سُرّح بعد بضعة أيام.

### الفترة ما بين الحربين العالميتين
بدأ التجسيد الثاني للوحدة في عام 1935 عندما فعّل سلاح الجو سرب المراقبة السابع والتسعين في ميتشل فيلد في نيويورك. وقد كان السرب مجهزًا بطائرات من طراز كوراتيز فالكون بيد أنه حلق على متن طائرتين مختلفتين من طائرات المراقبة ذات الجناحين (كيرتيس) و(دوجلاس). ثم دُمج السرب الجديد مع وحدة الحرب العالمية الأولى بعد أكثر بقليل من عام. وانتُدبت الوحدة مباشرة إلى منطقة الفيلق الثاني، ذلك على الرغم من خطط التعبئة التي دعت إلى دمج السرب مع أسراب الحرس الوطني والأسراب الاحتياطية المنظمة في فريق مراقبة في حالة الحرب.
بدأ السرب في الطيران بأحدث الطائرات الأحادية المعدنية عندما أعيد تجهيزه بطائرة O-47 الأمريكية الشمالية في عام 1938. ووُكل السرب للفيلق الرابع في خريف عام 1940 وانتقل إلى لوسون فيلد في جورجيا. وهناك في لوسون ألحقت إحدى رحلات السرب بمدرسة المشاة التابعة لجيش الولايات المتحدة في فورت بينينج. وبدأت هذه الرحلة بتجربة الطائرات الخفيفة، بما في ذلك طائرة المتيقظ ستينسون أو-49 (المُسماة فيما بعد إل-1) وطائرة الجندب تايلور كرافت أو-57 (المسماة فيما بعد إل-2) وطائرة الجندب بايبر إل-4 وذلك للتعاون مع وحدات المشاة. ثم وُكل السرب السابع والتسعون لفريق المراقبة السادس والستين.

### الحرب العالمية الثانية
انتقل الجزء الأكبر من السرب إلى مطار ميامي الدولي في الشارع السادس والثلاثين بعد أسبوع من الهجوم الياباني على ميناء بيرل هاربور وبدأت مع وحدات أخرى من قيادة الدعم الجوي الأولى في تسيير دوريات مضادة للغواصات اعتبارًا من 18 ديسمبر 1941. وعمل السرب تحت سيطرة فرقة العمل المعنية بالخليج بعد مايو في عام 1942. واستمرت هذه العمليات حتى سبتمبر 1942، عندما تحول تركيز هجمات الغواصات الألمانية بعيدًا عن ساحل الولايات المتحدة نحو منطقة البحر الكاريبي.
وغادر السرب ساحل الخليج في أوائل سبتمبر من عام 1942 وقد دُرب أفراده على الاستطلاع الجوي وتحديد المواقع الدفاعية. ودعمت القوات البرية مناورات كارولينا في عام 1942 ومناورات تينيسي لعامي 1942 و1943 ومناورات الجيش الثانية في عام 1943 وحتى 1944. ثم انتقل السرب إلى المجال الجوي للجيش الحراري وشارك في التدريبات في مركز تدريب الصحراء.
ورغم ذلك فقد وجدت القوات الجوية التابعة للجيش أن الوحدات العسكرية القياسية استنادًا إلى جداول تنظيمية غير مرنة نسبيًا، وأثبتت أنها أقل تكيفًا مع مهمة التدريب. ونظرًا لذلك تبنت نظامًا أكثر وظيفية إذ نُظمت كل قاعدة في وحدة منفصلة مرقمة، بينما حُلّت المجموعات والسرب الموجودة حاليًا أو عُطلت. وقد أدى ذلك إلى حل السرب السابع والتسعين إلى جانب وحدات حرارية أخرى، في ربيع عام 1944 والاستعاضة عنها بوحدة قاعدة إيه إيه إف، التي تولت مهمة السرب وأفراده ومعداته.

### الفترة ما قبل عام 1979
نشط جهاز أمن القوات الجوية الأمريكية (USAFSS) سرب الأمن رقم 6949 في مارس من عام 1979 في قاعدة أوفوت للقوات الجوية في ولاية نبراسكا. وقدّم السرب معلومات استخباراتية للقيادة الجوية الاستراتيجية وأصبح السرب فيما بعد سرب الأمن الإلكتروني رقم 6949 عندما أصبح جهاز أمن القوات الجوية الأمريكية مركز قيادة الأمن الإلكتروني.
وُسّع السرب رقم 6949 في يناير من عام 1980 ليصبح فريق وعُين سرب الأمن الإلكتروني رقم 6985 كوحدة تابعة له. وقد حلق أعضاء من الفريق رقم 6985 على متن طائرة كوبرا بول آر سي-135، وجمع معلومات عن إطلاق الصواريخ السوفياتية. وقد تحطمت طائرة كوبرا بول الثانية في 15 مارس من عام 1981 في منحدر ثلجي أثناء محاولتها الهبوط في قاعدة شيميا الجوية في ألاسكا وقد قتل ثلاثة من الفريق 6985 في الحادثة وعادت المجموعة إلى قوة السرب في أغسطس من ذلك العام.
ثم دُمج سرب الأمن الإلكتروني رقم 6949 مع سرب الاستطلاع التكتيكي السابع والتسعين في أكتوبر من عام 1993. وقد طار أعضاء من السرب السابع والتسعين على متن عدد من طائرات الاستطلاع إضافة إلى طائرة كوبرا بول، بما في ذلك طائرات آر- سي 135 ام الملقبة ب(هوج نوزد) وطائرة آر- سي 135 فِ الملقبة ب (ريفيت جوينت) التي صُممت لتوفير معلومات إدارة المعارك في الوقت الحقيقي تقريبًا ودعم الحرب الإلكترونية للقادة المسرحيين والقوات القتالية.
وتُشغّل طواقم من السرب الاستطلاعي الخامس والأربعين وسرب الاستخبارات السابع والتسعين حاليًا طائرات مقاتلة من طراز آر- سي 135 يو، وهي طائرة استطلاع عالية التخصص مزودة بمعدات اتصالات مصممة لتحديد مواقع إشارات الرادار العسكرية الأجنبية والتعرف عليها. وقد وُكلت الطائرتين الوحيدتين لوحدة الجناح الخامس والخمسين التابع لقاعدة القوات الجوية أوفوت (المقاتلة المرسلة) من بين طاقم مهندسي نظم محمولة جوًا وما لا يقل عن 10 من ضباط الحرب الإلكترونية وستة أو أكثر من المختصين التقنيين وغيرهم. وقد اعترضت طائرة روسية من طراز إس يو -27 وهي إحدى طائرات آر - سي 135 يو فوق بحر أوخوتسك وحلّقت أمامه ومرت على مسافة 100 قدم (30 مترًا).